# Carl David Anderson

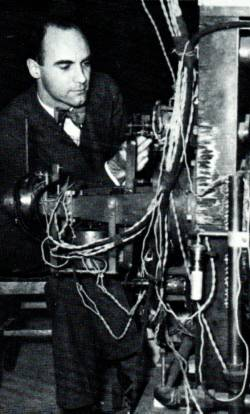
Anderson im Jahr 1937

Carl David „Charles“ Anderson (* 3. September 1905 in New York; † 11. Januar 1991 in San Marino, Kalifornien) war ein US-amerikanischer Physiker und Nobelpreisträger, der 1932 das Positron entdeckte.

## Leben
Anderson studierte am California Institute of Technology (Caltech) im kalifornischen Pasadena und erwarb dort 1927 den Bachelor-Abschluss und 1930 seinen Doktorgrad mit einer Arbeit über die Verteilung der Elektronenemission in kosmischen Gasen unter Einwirkung von Röntgenstrahlung. Bereits zwei Jahre später gelang dem nun als Research Fellow und Mitarbeiter von Robert Andrews Millikan am Caltech arbeitenden Anderson der Nachweis des von Paul Dirac 1929 postulierten Positrons mit Hilfe der Wilson-Kammer. Gemeinsam mit Seth Neddermeyer wies er 1932 nach, dass hochenergetische Gammastrahlung bei der Durchdringung von Materie die Emission von Positronen bewirkt. Damit war das erste Beispiel von Antimaterie gefunden worden. Für seine Entdeckung des Positrons erhielt er 1936 den Nobelpreis für Physik, zusammen mit Victor Franz Hess für dessen Arbeiten, die 1912 in Wien zur Entdeckung der kosmischen Strahlung geführt hatten.
Gemeinsam mit Seth Neddermeyer entdeckte Anderson 1936 die Myonen, kurzlebige ladungstragende Teilchen mit der 207-fachen Masse von Elektronen. 1933 wurde Anderson zum Assistant Professor und 1939 zum Professor für Physik am Caltech berufen, das Angebot einer leitenden Stelle beim amerikanischen Uranprojekt, dem späteren Manhattan-Projekt, lehnte er ab. Während des Krieges arbeitete er an verschiedenen staatlichen Forschungsprojekten mit, insbesondere auf dem Gebiet der Raketenforschung und -entwicklung. Die am Caltech entwickelten Raketen mit Feststoffantrieb wurden in der Endphase des Krieges erstmals eingesetzt.
Anderson blieb bis 1976 Professor am Caltech (ab 1977 war er dort Professor Emeritus) und stand 1962 bis 1970 der Abteilung für Physik, Mathematik und Astronomie am Caltech vor. 1934 wurde er Fellow der American Physical Society. Er war seit 1938 Mitglied der National Academy of Sciences und der American Philosophical Society. 1950 wurde er in die American Academy of Arts and Sciences gewählt. Er starb 1991 im Alter von 85 Jahren und ist in Los Angeles auf dem Friedhof Forest Lawn Memorial Park begraben.